# Lycosa ambigua
Lycosa ambigua este o specie de păianjeni din genul Lycosa, familia Lycosidae, descrisă de Jose Antonio Barrientos în anul 2004.
Este endemică în Spania. Conform Catalogue of Life specia Lycosa ambigua nu are subspecii cunoscute.